# Elefante infelice
Elefante infelice (Elmer Elephant) è un film del 1936 diretto da Wilfred Jackson. È un cortometraggio d'animazione della serie Sinfonie allegre, distribuito negli Stati Uniti dalla United Artists il 28 marzo 1936. È stato distribuito anche coi titoli L'elefante innamorato ed Elmer l'elefante.

## Trama
Un timido elefantino di nome Elmer viene invitato alla festa di compleanno della sua amica, la tigrotta Tillie, a cui regala un mazzo di fiori. Tillie ama Elmer, ma gli altri animali si prendono gioco della sua proboscide e lo deridono crudelmente quando Tillie si assenta. Arrabbiato e offeso, Elmer abbandona la festa e piange davanti a un vicino stagno. Lì incontra l'anziana giraffa Joe che lo rassicura dicendogli di essere stato preso in giro per il suo lungo collo. Proprio in quel momento, scoppia un incendio nella casa sull'albero di Tillie, con la tigre bloccata all'interno. Le operazioni di soccorso da parte degli altri cuccioli e delle scimmie vigili del fuoco non hanno molto successo. Per fortuna, con l'aiuto della giraffa e di alcuni pellicani (caricature di Jimmy Durante), Elmer usa la sua proboscide come una manichetta antincendio per estinguere con successo il fuoco e salvare Tillie, che lo premia con un bacio.

## Distribuzione

### Edizione italiana
Il film fu distribuito in Italia nel 1937 in lingua originale. Il doppiaggio del corto fu realizzato dalla Royfilm originariamente per l'inclusione nel film di montaggio direct-to-video Le meravigliose fiabe del Grillo Parlante, uscito in Italia nel dicembre 1986, ma fu poi utilizzato anche per la distribuzione del corto autonomo. Il doppiaggio, che mantiene le canzoni in inglese, ripristina i nomi originali per i personaggi di Elmer e Tillie, che nelle traduzioni italiane dei fumetti erano stati chiamati fino ad allora Fuffo e Tigrella.

### Edizioni home video

#### VHS
America del Nord
- Silly Symphonies: Animal Tales (7 gennaio 1986)

Italia
- Le fiabe volume 2: Il brutto anatroccolo e altre storie (maggio 2002)

#### DVD e Blu-ray Disc
Il cortometraggio fu inserito come contenuto speciale nell'edizione DVD-Video del 60º anniversario di Dumbo - L'elefante volante uscita in America del Nord il 23 ottobre 2001 e in Italia l'8 novembre, e fu poi incluso nella successiva edizione DVD e nell'edizione Blu-ray Disc del film. È presente anche nel primo disco della raccolta Silly Symphonies, facente parte della collana Walt Disney Treasures e uscita in America del Nord il 4 dicembre 2001 e in Italia il 22 aprile 2004.

## Altri media
Prima dell'uscita del film, i personaggi erano apparsi in un ciclo di dodici tavole domenicali scritte da Ted Osborne e disegnate da Al Taliaferro, pubblicate dal 27 ottobre 1935 al 12 gennaio 1936 col titolo The Life and Adventures of Elmer Elephant. Alla fine del decennio, oltre che nella serie di tavole Timid Elmer di Merrill De Maris e Taliaferro, Elmer fu protagonista di alcune strisce a fumetti britanniche disegnate da Basil Reynolds. Successivamente i personaggi sono apparsi solo in tre storie a fumetti: La ghianda magica (pubblicata nel settembre 1953 nel n. 2 del periodico Silly Symphonies) e due brevi storie pubblicate nel periodico olandese Donald Duck alla fine degli anni ottanta.